# Ivã (arquitetura)

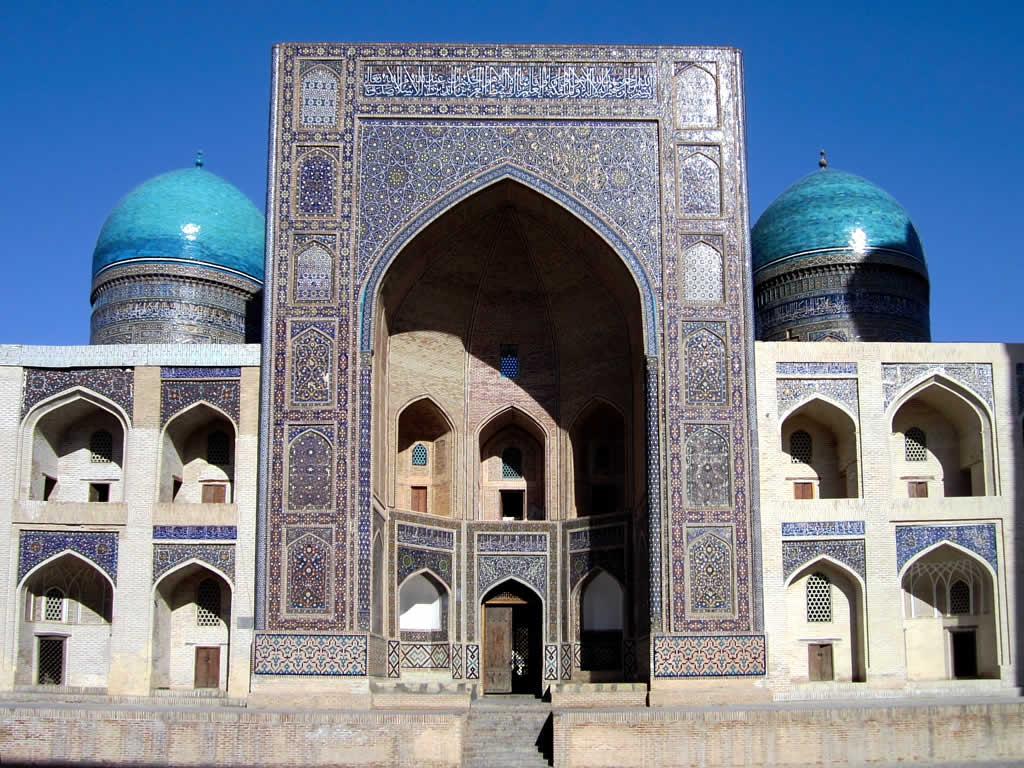
Pichtaq e ivã da Madraça Miriárabe c., em Bucara, Usbequistão

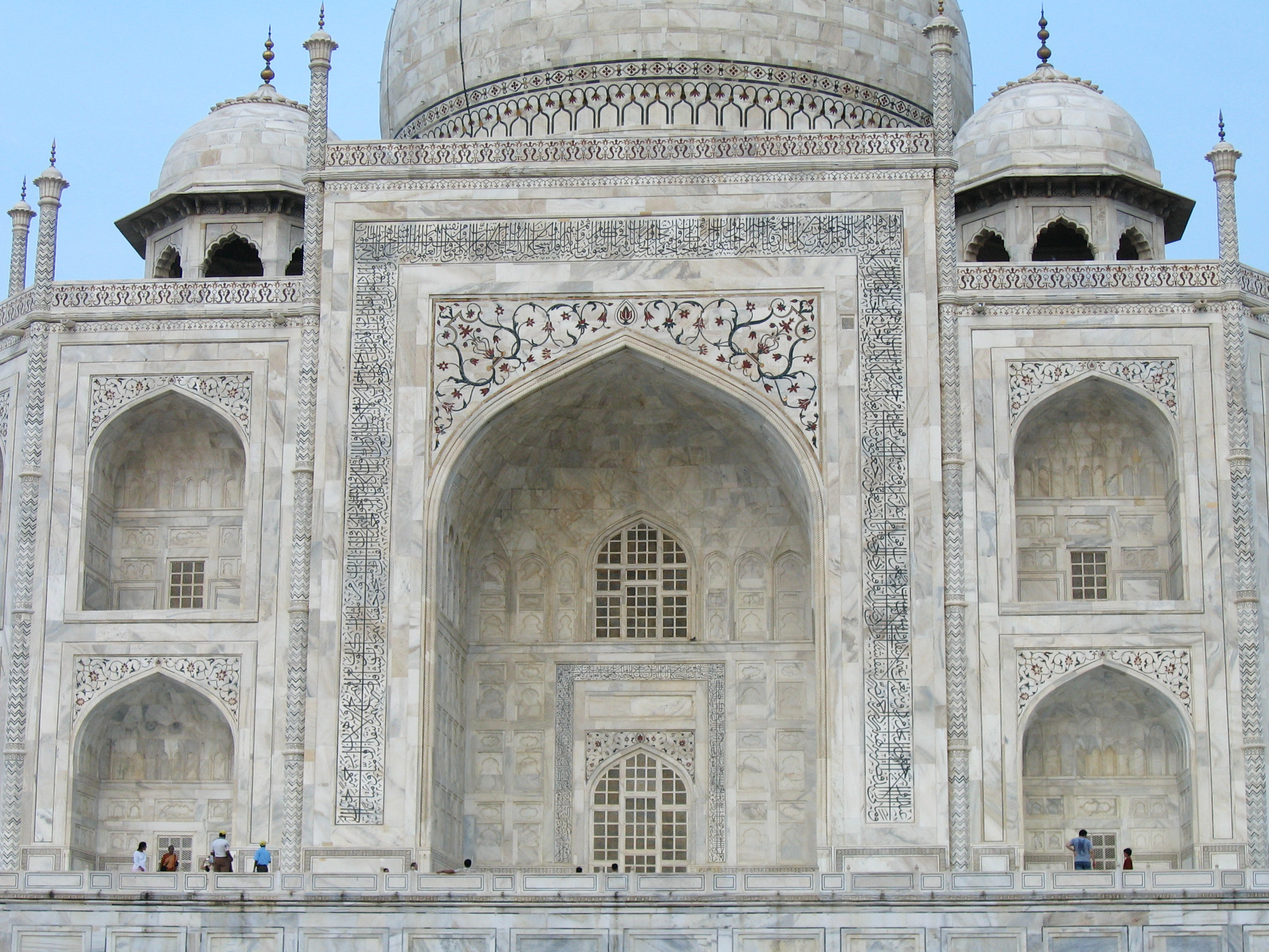
O Taj Mahal usa ivãs nas duas entradas

Um ivã ou ivan ou iwan (em persa: ایوان; romaniz.: eyvān; em árabe: إيوان; romaniz.: iwan) é um espaço retangular, geralmente coberto com um arco, com paredes em três lados e um lado completamente aberto. A entrada formal do ivã é chamada pichtaq, pishtaq, pishtak ou peshtoq, um termo persa para um portal que se projeta da fachada dum edifício, que usualmente é decorado com faixas de caligrafia islâmica, azulejos vidrados e padrões geométricos.
Não há uma definição absolutamente precisa do que é um ivã, pelo que estes podem variar muito em termos de escala, materiais e decorações. Os ivãs são geralmente associados à arquitetura islâmica, mas são de origem persa e foram inventados muito antes do aparecimento do islão, tendo sido desenvolvidos na Mesopotâmia principalmente a no c. século III d.C., durante o período parta da Pérsia.
Os ivãs foram um marco da arquitetura do Império Parta (247 a.C.–224 d.C.), mais tarde da arquitetura sassânida (224–651 d.C.) e posteriormente da arquitetura árabe e islâmica, que se começou a desenvolver a partir do século VII, após a era de Maomé (m. 632). O seu desenvolvimento atingiu o seu apogeu durante o período seljúcida, quando os ivãs se tornaram um elemento fundamental na arquitetura do Oriente Próximo e da Ásia Central persianizada, e uns séculos mais tarde, na  arquitetura mogol.

## Origem

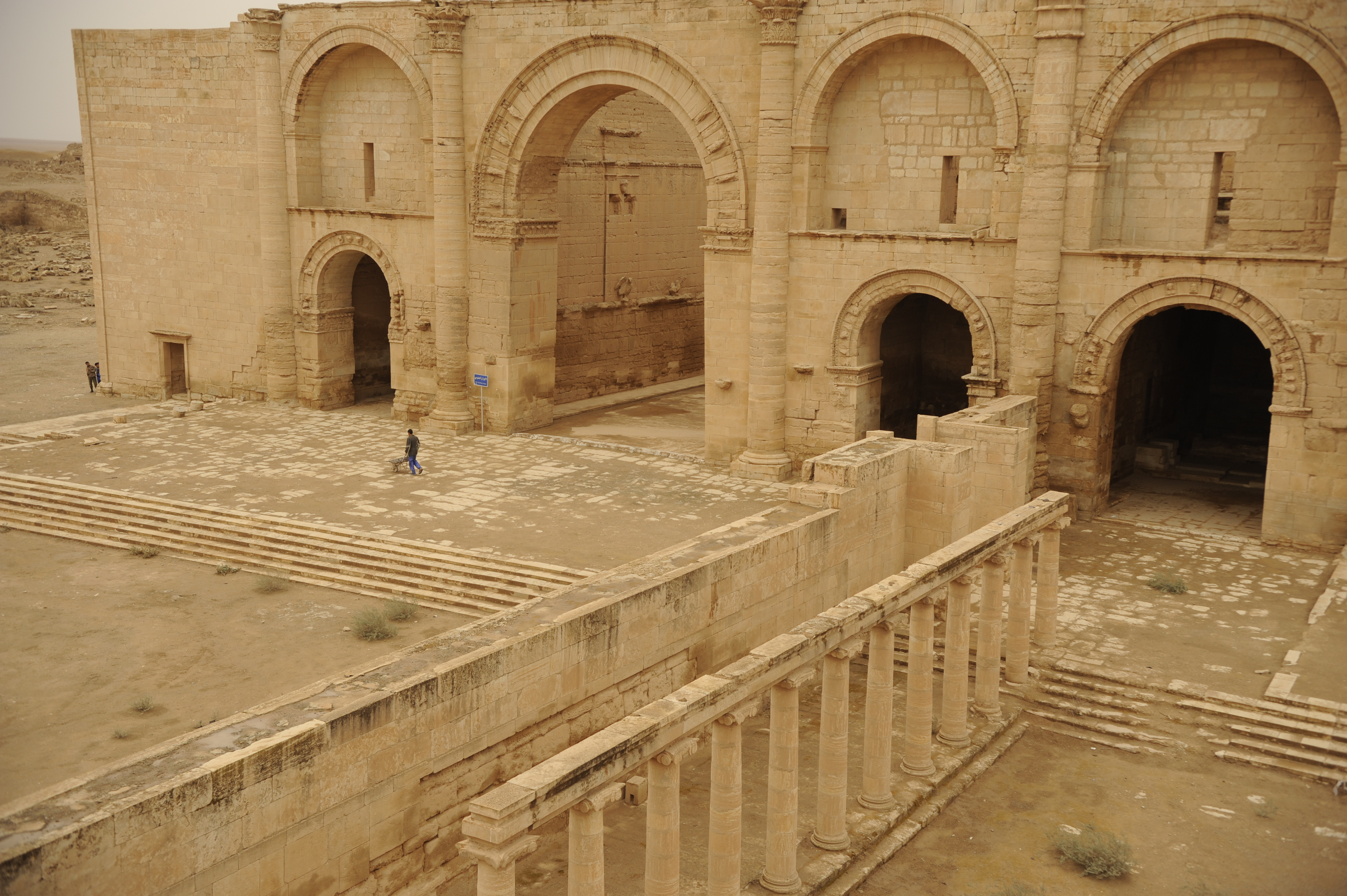
Ivãs no Grande Templo de Marân em Hatra

Muitos estudiosos, como Edward Keall, André Godard, Roman Ghirshman e Mary Boyce sugerem que a invenção do ivã ocorreu na Mesopotâmia, onde é atualmente o Iraque. Apesar haver algum controvérsia entre os historiadores em relação a como o ivã evoluiu, há um consenso generalizado de que ele evolui localmente e não foi importado doutra região.. Entretanto, na opinião de alguns académicos, o ivã não surgiu na Mesopotâmia mas em Nisa, antiga capital do Império Parta, situada no atual Turquemenistão, sendo o resultado de pedreiros gregos que viviam e trabalhavam na Pártia. Nas casas zoroastristas de Iazde, no que é atualmente o centro do Irão, foram encontradas estruturas similares a ivãs, conhecidas como pesgams, onde duas ou quatro divisões se abriam para um pátio central. Porém, não se sabe se esses espaços eram abobadados.
A caraterística que faz do ivã um marco na história da arquitetura do Antigo Oriente Próximo de forma mais distinta é a incorporação dum teto em abóbada, enquanto que os edifícios anteriores eram normalmente cobertos com recurso a vigas e lintéis. No entanto, já existiam tetos em abóbada na Antiguidade antes da invenção do ivã, tanto na Mesopotâmia como noutras regiões. Os exemplos mesopotâmicos incluem Susã, onde muitos dos edifícios elamitas tinham abóbadas de berço, e Nínive, onde os assírios frequentemente cobriam passagens com abóbadas para fins de fortificação.
Fora da Mesopotâmia chegaram até nós várias estruturas abobadadas, nomeadamente no Antigo Egito, Roma e Micenas. Por exemplo, o Tesouro de Atreu, um enorme mausoléu de Micenas construído c. 1 250 a.C., tem uma cúpula com mísulas. Na arquitetura do Antigo Egito as abóbadas começaram a ser usadas depois da 3.ª dinastia, c. 2 600 a.C., com abóbadas de berço construídas em adobe.

## Ivãs partas
Atualmente a maioria dos estudiosos concorda que a invenção do ivã ocorreu no Império Parta (247  224 a.C.– d.C.), mas alguns historiadores defendem que o ivã surgiu no Império Império Selêucida (312–63 a.C.). Embora seja relativamente consensual que a invenção do ivã propriamente dito seja atribuído aos partas, há estudiosos que salientam que durante o período selêucida podem ter existido estruturas semelhantes na Mesopotâmia, nomeadamente em Dura Europo (situada na margem direita do rio Eufrates, no que é hoje o leste da Síria). Nessa cidade, segundo F. E. Brown, terá existido um espaço semelhante a um ivã no Templo de Zeus Megistos. No entanto, essa tese tem sido contestada e  muitos estudiosos consideram que quaisquer ivãs que possam ter existido nesse templo foram provavelmente adicionados posteriormente pelos partas. Brown argumenta que o Templo de Zeus Megistos pode ter tido como modelo os terraços com ivãs triplos de Masjed Soleiman ou Bard-è Néchandeh, que segundo o arqueólogo Roman Ghirshman datariam do tempo do Império Aqueménida (c. 550–330 a.C.). Contudo, em escavações posteriores, Ghirshman descobriu que afinal os terraços não tinham estruturas de ivã. Na opinião de Susan Downey, a data e a localização a ocidente tornam improvável a existência de ivãs em Dura Europo. Todos os ivãs anteriores ao período sassânida (224–651 d.C.) encontram-se mais a leste, como em Hatra, Assur ou Selêucia do Tigre.
Um dos ivãs partas mais antigos foi descoberto em Selêucia do Tigre, à beira do rio Tigre, onde a construção com lintéis e vigas deu lugar a abóbadas ocorreu c. século I d.C. Alguns estudiosos sugerem que também existiram ivãs em Assur, onde foram encontrados dois edifícios com fundações de ivãs. Um deles, situado junto às ruínas dum zigurate, tinha uma fachada com três ivãs. A proximidade dos edifícios com o zigurate sugere que fossem usados para preparações religiosas ou rituais. Também podem ter sido palácios, pois era comum no Antigo Oriente Próximo que o zigurate e o palácio fossem vizinhos. Aquilo que parece ter sido o pátio dum palácio tinha ivãs em cada um dos seus lados, o que se manteve como uma caraterística comum durante muito tempo após o surgimento do islão. O segundo edifício encontra-se noutro lado dum pátio e o arqueólogo alemão Walter Andrae sugeriu que era, não um edifício religioso, mas sim administrativo, porque não há indícios de inscrições ou relevos. Embora a inexistência desses elementos não signifique necessariamente uma função cívica, não era incomum que os ivãs tivessem uso secular, pois eram frequentemente incorporados em palácios e espaço comunitários. Outros locais com ivãs primitivos partas são Dura Europo, Hatra e Uruque.

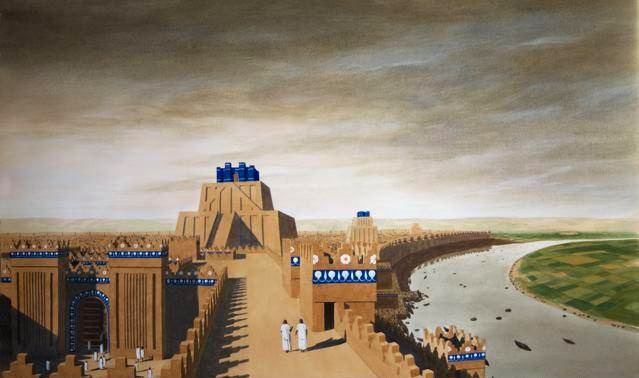
Reconstituição de Assur durante o Império Assírio Médio (séculos XIV-X a.C.)
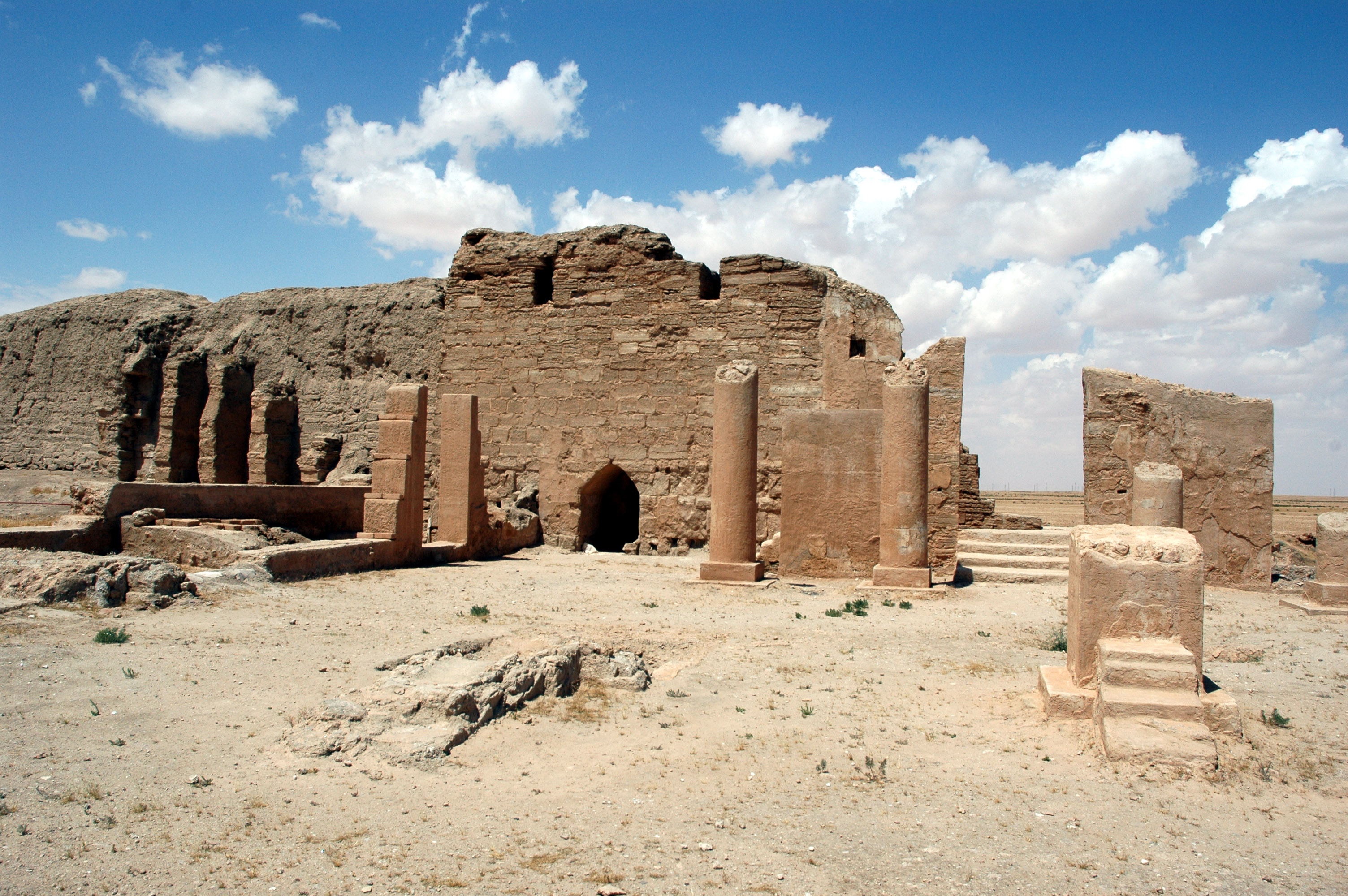
Templo das Divindades Orientais em Dura Europo
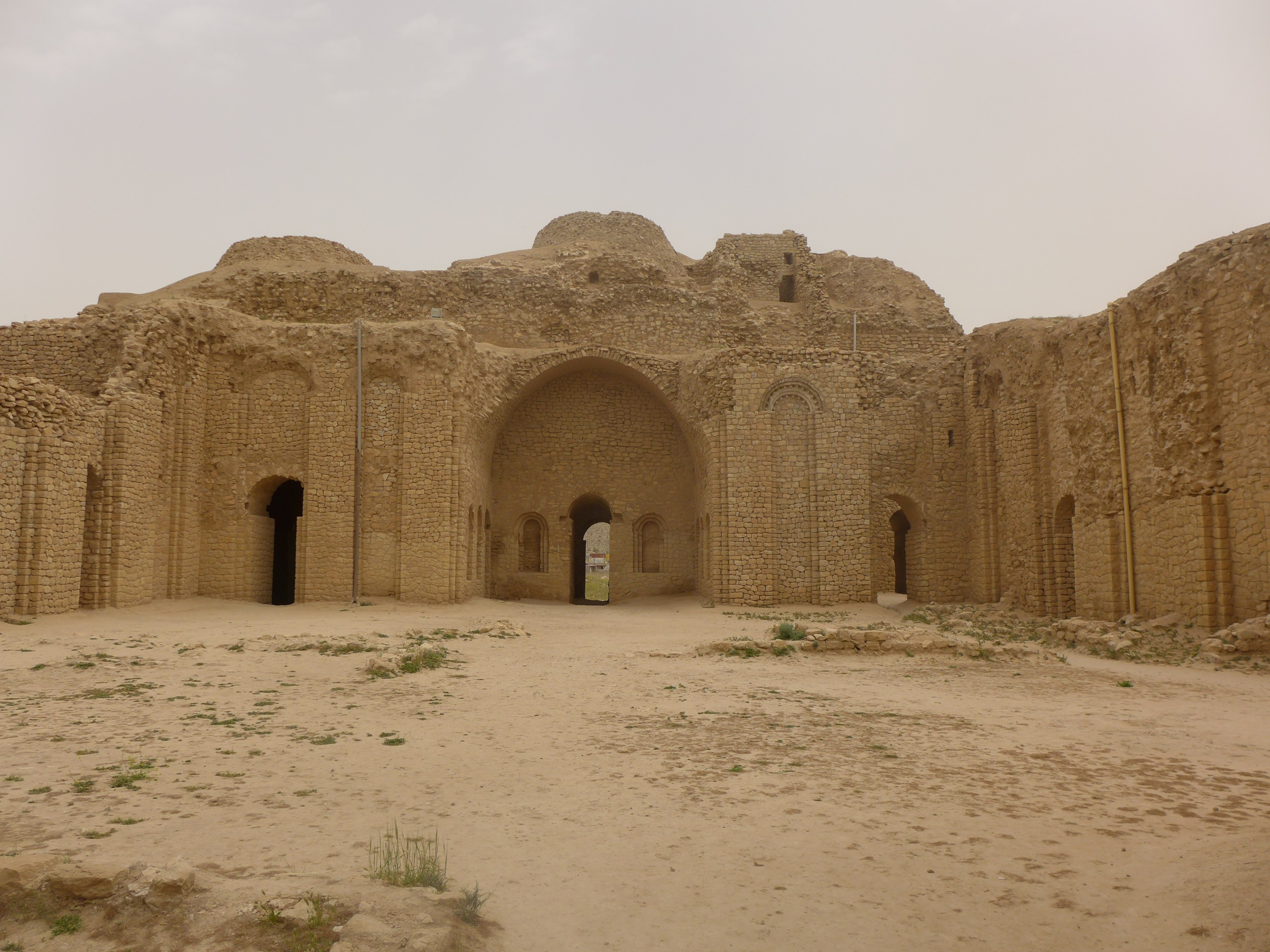
Ivã no  Palácio de Artaxes, perto de Firuzabade, construído no século III pelo fundador do Império Sassânida
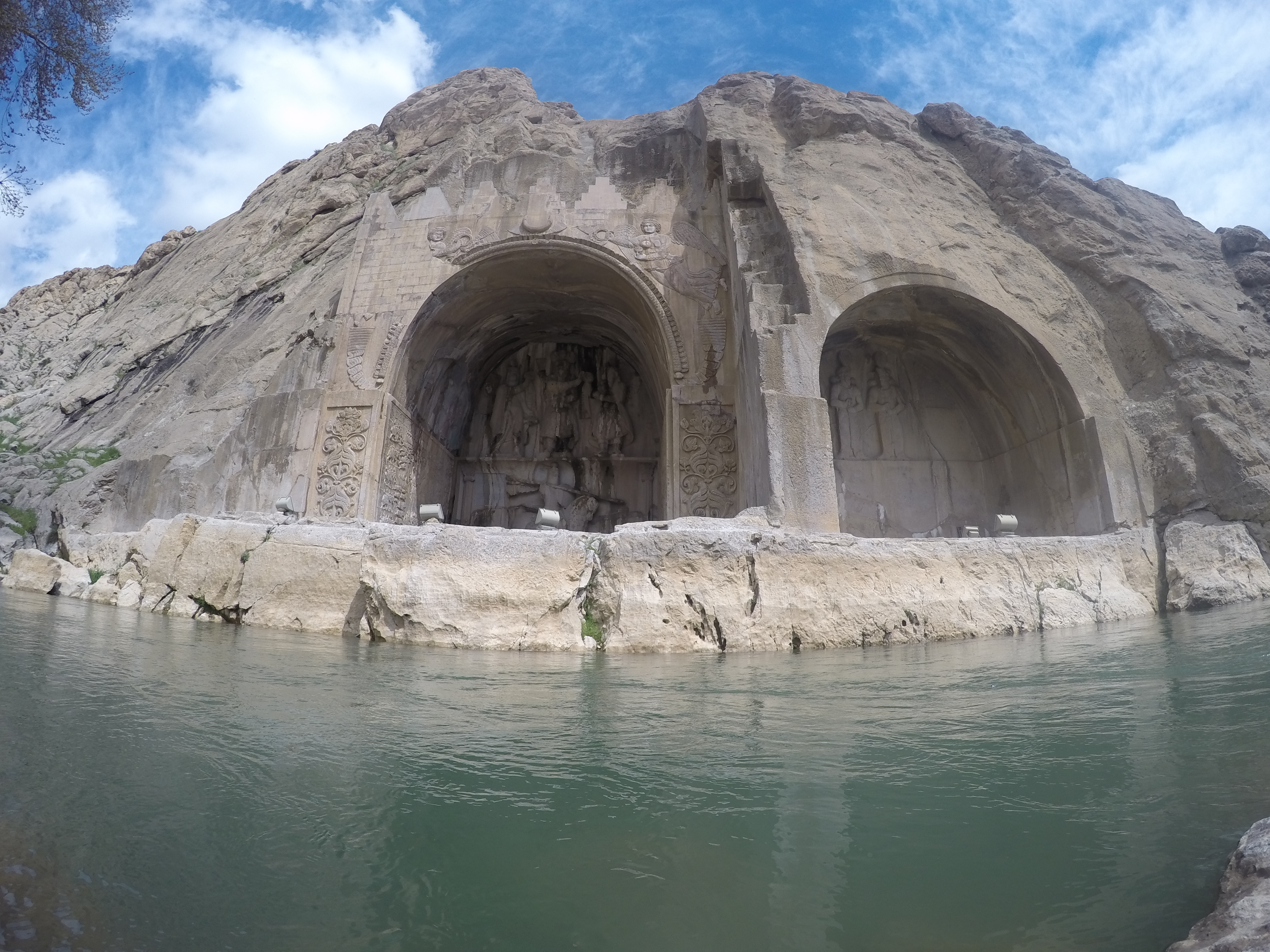
Ivã sassânida do século IV d.C. talhado na rocha em Taq-e Bostan

## Ivãs sassânidas
Os sassânidas também favoreceram o formato do ivã, que adotaram em muitas das suas construções. No entanto, transformaram a sua função. Os ivãs partas conduziam a outros espaços, mas a sua função principal era como serem eles próprios divisões ou salas. Em contrapartida, os ivãs sassânidas serviam como entradas monumentais para um espaço mais amplo e mais elegante, que geralmente era abobadado. Tanto os ivãs partas como os sassânidas era frequentemente decorados de forma elaborada, com inscrições e relevos esculpidos, que incluíam cenas de caça e de animais, padrões geométricos e motivos vegetais e abstratos. O estilo dos relevos mostra uma fusão de influências de tradições decorativas de outras culturas do Oriente Próximo, romanas e bizantinas. Por exemplo, o ivã talhado na rocha em Taq-e Bostan, perto de Quermanxá, no Irão ocidental, apresenta figuras de estilo romano, padrões vegetais de inspiração oriental e ameias, anjos estilizados com olhos arregalados e mosaicos interiores de estilo bizantino.

### Ivã de Cosroes

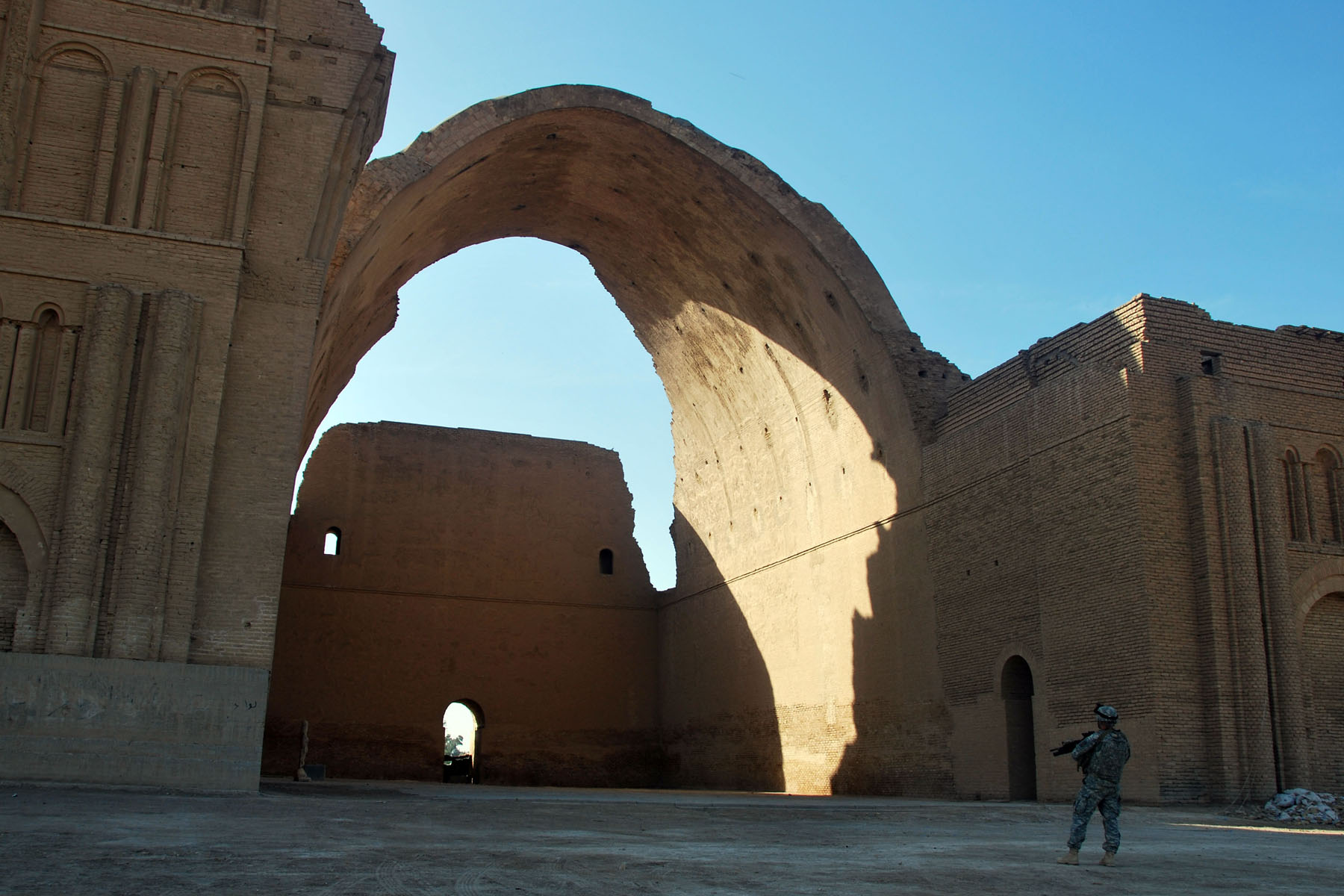
Ivã de Cosroes

O exemplo mais famoso dum ivã sassânida é o Ṭāq-i Kisrā Arco de Cosroes), que é parte dum complexo palacial em Almadaim, a única estrutura ainda visível da capital sassânida de Ctesifonte, situada perto da cidade iraquiana moderna de Salman Pak, 40 km a sul de Bagdade. O arco monumental, aberto no lado da fachada, tinha cerca de 37 metros de altura, 26 de largura e 50 de comprimento, foi a maior abóbada até então construída. Fotografias antigas e desenhos do século XIX mostram que o que resta dele se reduziu desde então.
A datação do (em árabe) tem sido tema de debate há muito tempo. Contudo, a existência de vários documentos com relatos detalhados da chegada de escultores e arquitetos bizantinos enviados pelo imperador bizantino Justiniano apontam para que a data correta seja aproximadamente 540 (r. 527–565). Esta data sugere que a construção do arco e possivelmente a "ajuda" de Justiniano esteja relacionada com a vitória do imperador sassânida Cosroes I em Antioquia em 540, a qual é representada em mosaicos que decoram o interior do monumento. A maior parte do edifício foi demolida por pelo califa abássida Almançor (r. 754–776), que reutilizou os tijolos na construção do seu próprio complexo palacial.

## Ivãs islâmicos

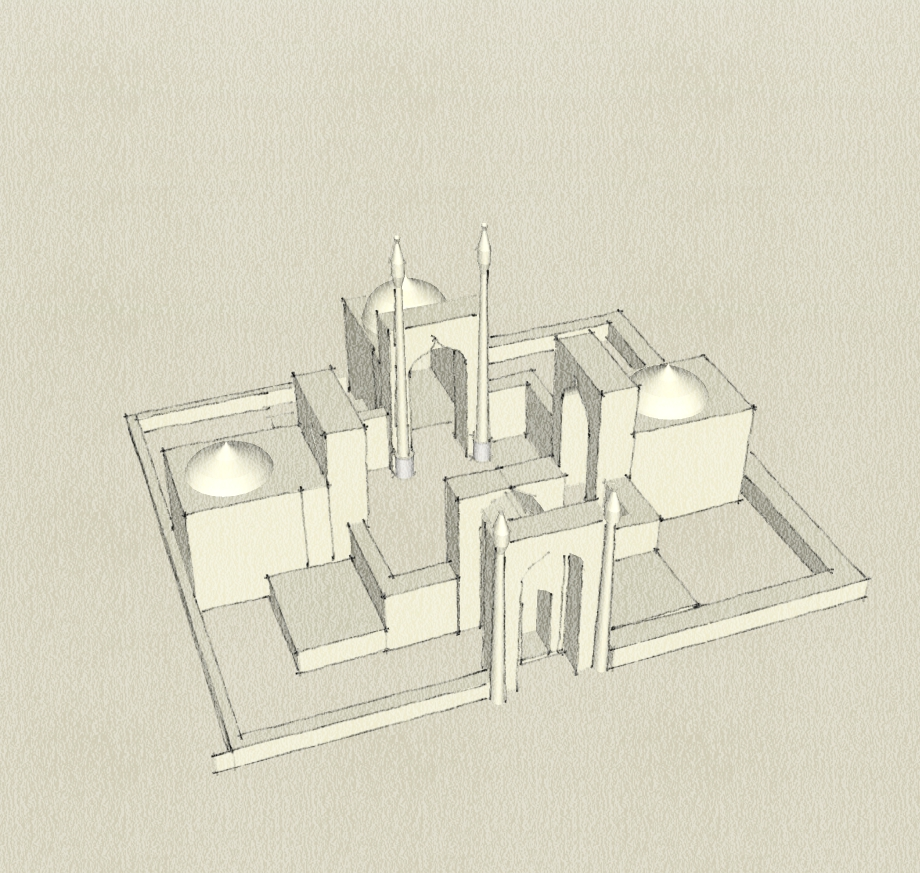
Exemplo de mesquita persa de quatro ivãs

A arte e arquitetura islâmicas foram fortemente influenciadas e inspiradas nos padrões romanos, bizantinos e sassânidas, quer devido à existência nos territórios islâmicos de exemplos que serviram de modelo, quer devido aos contactos culturais. Por exemplo, a Mesquita dos Omíadas de Damasco foi construída no início do século VIII no local duma igreja romana e inclui um elemento semelhante a uma nave com uma arcada elevada e clerestório. A arquitetura sassânida também teve um tremendo impacto no desenvolvimento da arquitetura islâmica. No entanto, como houve alguma sobreposição temporal entre os sassânidas e os muçulmanos, por vezes é difícil determinar quem influenciava quem.
A arte e arquitetura islâmicas adotaram muitas formas arquitetónicas e motivos decorativos sassânidas, incluindo o ivã. Porém, a adoção deste não foi imediata. Por exemplo, o uso da planta com quatro ivãs, que se tornaria um padrão nas mesquitas, só foi introduzido no século XII, muito depois da sua invenção onze séculos antes. Os ivãs eram usados na arquitetura islâmica não religiosa antes do século XII, nomeadamente em casas, espaços comunitários e edifícios públicos como por exemplo na ponte Si-o-se Pol ("dos 33 arcos") de Ispaã. Além disso, a arquitetura islâmica adotou a colocação do ivã que era feita pelos sassânidas, usando-o como uma entrada monumental para a sala de oração ou para um túmulo e colocando-a frequentemente antes dum espaço com cúpula. Era também frequente usar vários ivãs no exterior dos edifícios, como acontece no Taj Mahal, e em alguns ou todos os lados de espaços interiores e pátios, um esquema que remonta ao tempo dos partas.
Um dos primeiros ivãs usados no contexto religioso islâmico encontra-se na Mesquita de Al-Aqsa, no Monte do Templo de Jerusalém, datada do século XII. A história da evolução da planta padrão de quatro ivãs tem sido debatida pelos académicos e alguns afirmam que terá tido origem nas madraças ou escolas religiosas projetadas para educarem no sunismo os filhos da aristocracia. No entanto, esse tipo de planta já era usado em palácios e templos durante os períodos parta e sassânida. O uso de ivãs continuaria a florescer tanto em mesquitas como em edifícios seculares a partir sobretudo do século XIII e tornar-se-ia uma das caraterísticas mais icónicas da arquitetura islâmica, como sugerem is ivãs muito elaborados do século XVII da Grande Mesquita de Ispaã.

### O Grande Ivã do Cairo
O al-Iwan al-Kabir ("Grande Ivã"; Ivã de al-Nasir) do Cairo era um espaço público e cerimonial na parte meridional da Cidadela de Saladino, onde o sultão mameluco se sentava num trono para administrar justiça, receber embaixadores e realizar outros atos de estado. A estrutura foi conhecida como Dar al-'Adl durante o reinado do monarca aiúbida Saladino (r. 1174–1193) e o governante mameluco Anácer Maomé, da dinastia Bahri, mandou reconstruir a edificação monumental duas vezes, em 1315 e em 1334. O Grande Ivã foi demolido por Maomé Ali Paxá no início do século XIX. A série “Description de l'Égypte”, da autoria dos estudiosos que acompanharam a Campanha do Egito de Napoleão e publicada no primeiro terço do século XIX descreve-o como uma estrutura hipostila quadrada com cinco corredores paralelos e uma cúpula. O edifício era aberto para o exterior em três lados através de arcadas e a fachada principal era articulada com um grande arco central flanqueado por dois arcos mais pequenos em cada um dos lados.

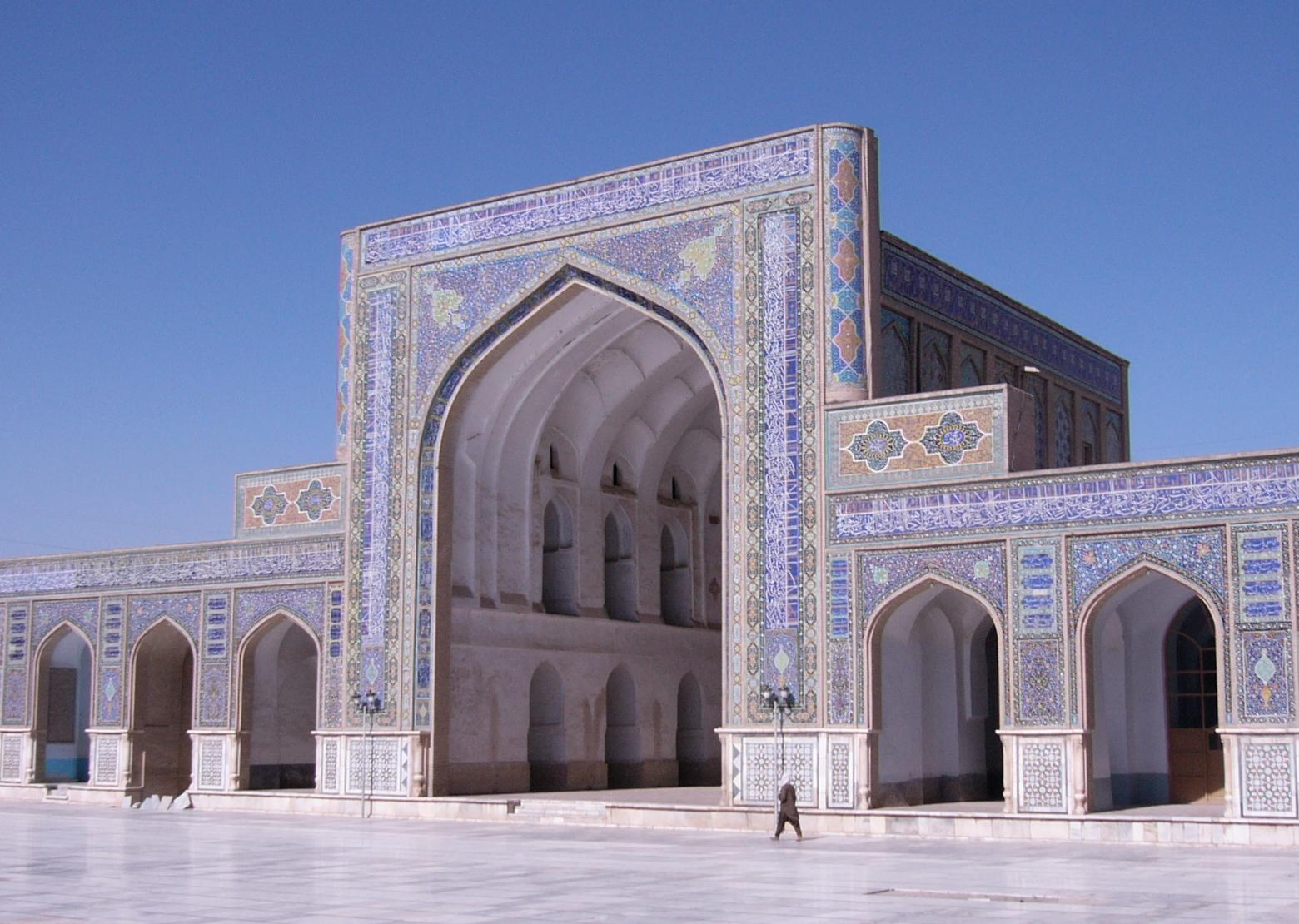
Ivã no pátio da Grande Mesquita de Herate
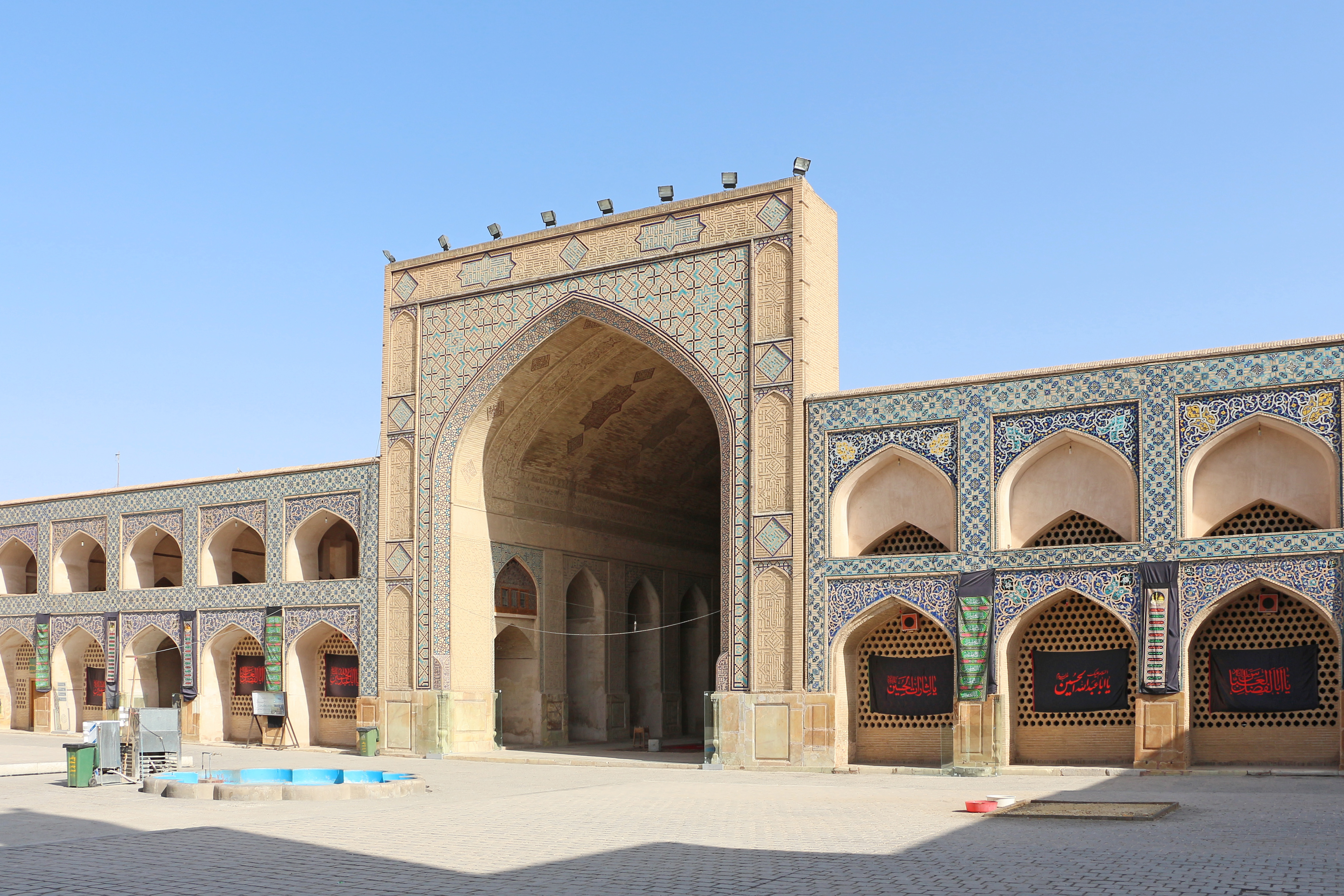
Ivã do lado norte da Grande Mesquita de Ispaã
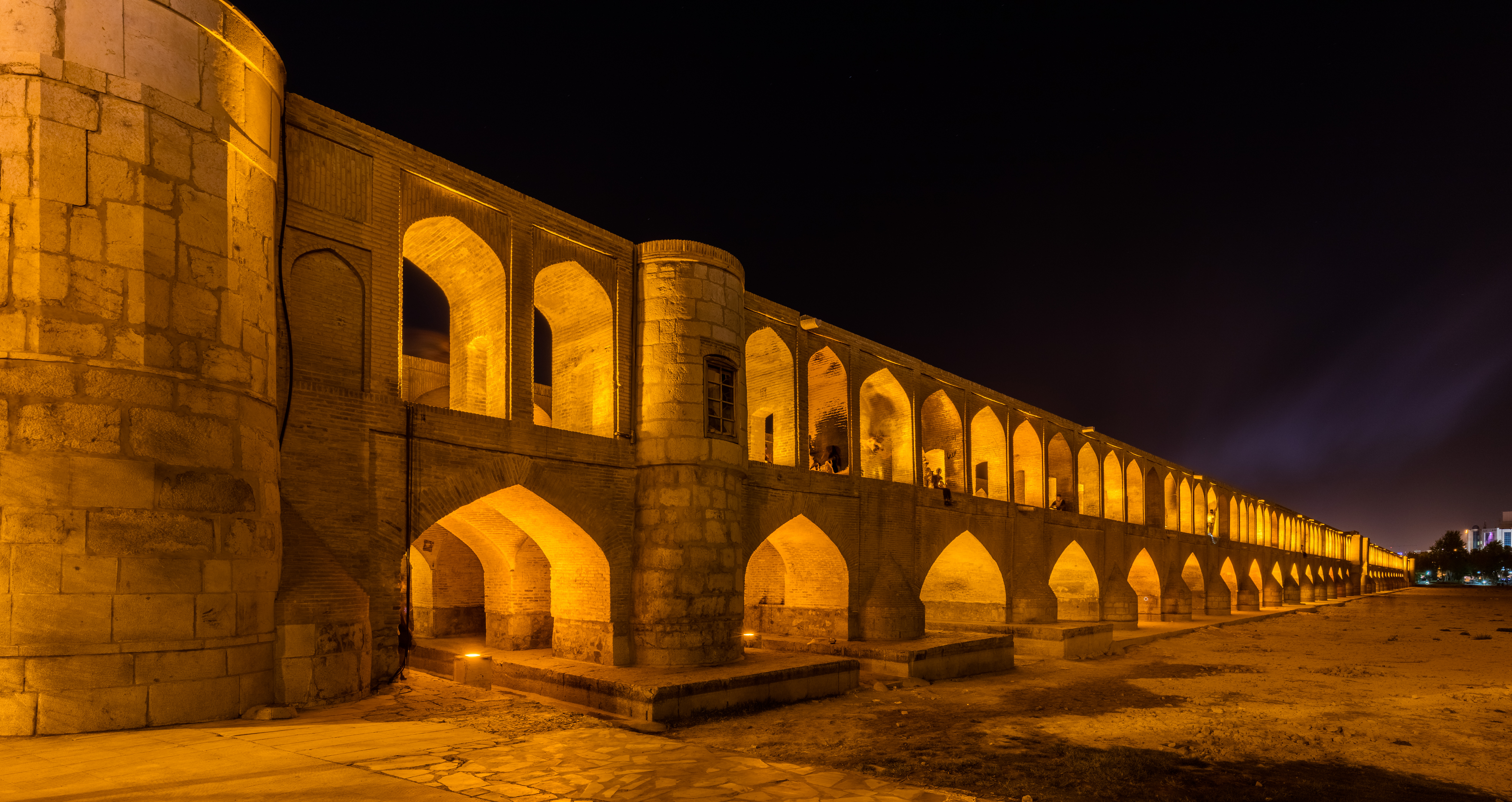
Ponte Si-o-se Pol, em Ispaã
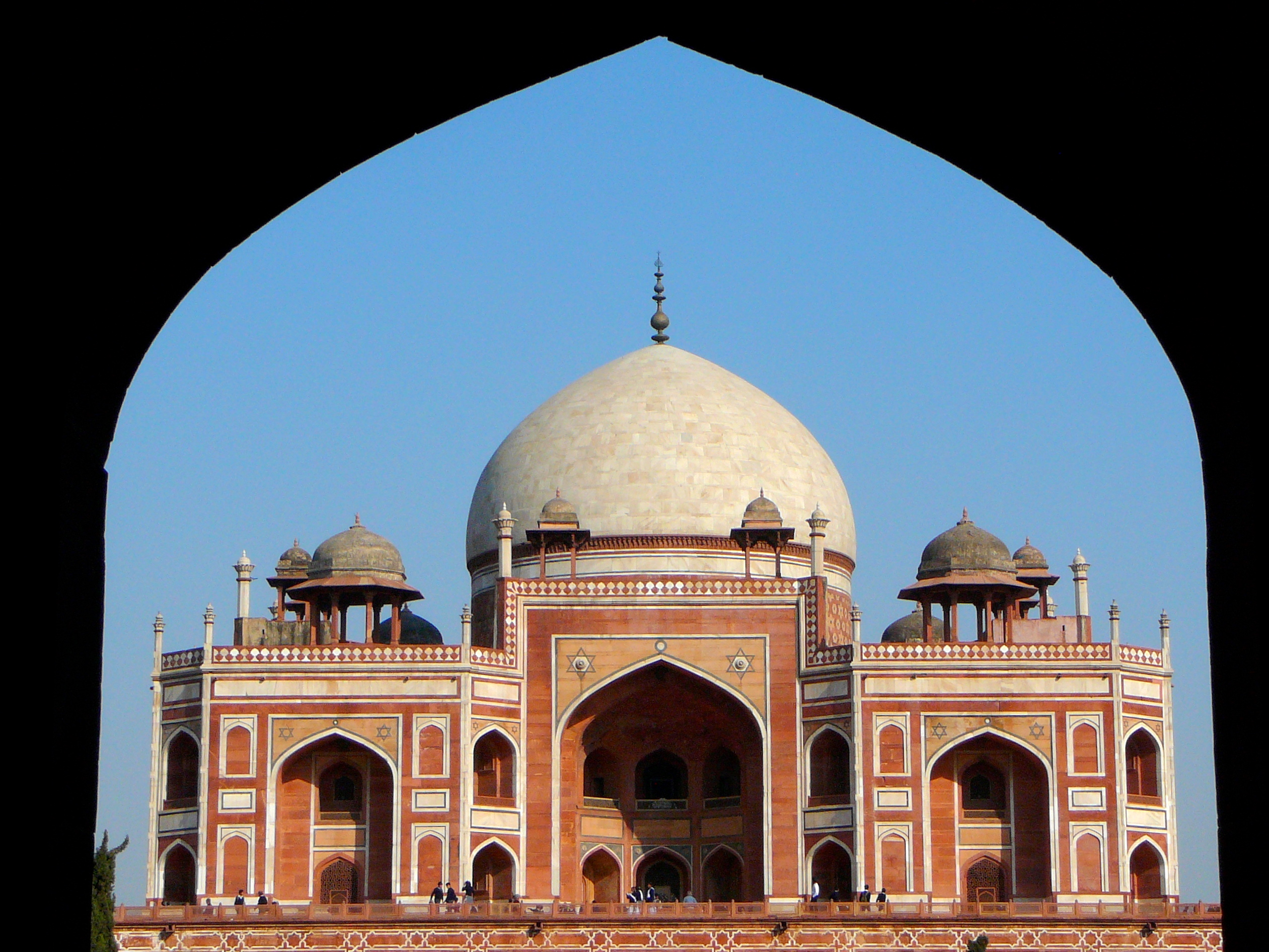
O Túmulo de Humaium, em Deli, do final do século XVI, é uma dos mais antigos grandes monumentos mogóis e faz uso intensivo de ivãs